# Prezydenci Sri Lanki

## Chronologiczna lista
| Osoba | Osoba   | Osoba                                                                   | Kadencja          | Kadencja          | Partia polityczna           |
| #     | Portret | Imię i nazwisko                                                         | Od                | Do                | Partia polityczna           |
| ----- | ------- | ----------------------------------------------------------------------- | ----------------- | ----------------- | --------------------------- |
| 1     |         | William Gopallawa විලියම් ගොපල්ලව வில்லியம் கோபள்ளவா (1897–1981)                    | 22 maja 1972      | 4 lutego 1978     | bezpartyjny                 |
| 2     |         | Junius Richard Jayewardene ජුනියස් රිචඩ් ජයවර්ධන ஜூனியஸ் ரிச்சட் ஜயவர்தனா (1906–1996) | 4 lutego 1978     | 2 stycznia 1989   | Zjednoczona Partia Narodowa |
| 3     |         | Ranasinghe Premadasa රණසිංහ ප්‍රේමදාස ரணசிங்க பிரேமதாசா (1924–1993)                  | 2 stycznia 1989   | 1 maja 1993       | Zjednoczona Partia Narodowa |
| 4     |         | Dingiri Banda Wijetunge ඩිංගිරි බණ්ඩා විජේතුංග டிங்கிரி பண்ட விஜேதுங்க (1916–2008)         | 1 maja 1993       | 12 listopada 1994 | Zjednoczona Partia Narodowa |
| 5     |         | Chandrika Kumaratunga චන්ද්‍රිකා බණ්ඩාරනායක කුමාරතුංග சந்திரிகா பண்டாரநாயக்கே குமாரதுங்கா (1945–)  | 12 listopada 1994 | 19 listopada 2005 | Partia Wolności Sri Lanki   |
| 6     |         | Mahinda Rajapaksa මහින්ද රාජපක්ෂ மகிந்த ராசபக்ச (1945–)                         | 19 listopada 2005 | 9 stycznia 2015   | Partia Wolności Sri Lanki   |
| 7     |         | Maithripala Sirisena මෛත්‍රිපාල සිරිසේන மைத்திரிபால சிறிசேன (1951–)                      | 9 stycznia 2015   | 18 listopada 2019 | Partia Wolności Sri Lanki   |
| 8     |         | Gotabaya Rajapaksa ගෝඨාභය රාජපක්ෂ கோட்டாபய ராஜபக்ஸ (1949–)                       | 18 listopada 2019 | 14 lipca 2022     | Front Ludowy Sri Lanki      |
| 9     |         | Ranil Wickremesinghe රනිල් වික්‍රමසිංහ ரணில் விக்கிரமசிங்க (1949–)                     | 15 lipca 2022     | 23 września 2024  | Zjednoczona Partia Narodowa |
| 10    |         | Anura Kumara Dissanayake අනුර කුමාර දිසානායක அநுர குமார திசாநாயக்க (1968–)           | 23 września 2024  | nadal             | Ludowy Front Wyzwolenia     |